# Jackie Thomas
Jackie Thomas (Auckland, 18 novembre 1990) è una cantante neozelandese.

## Biografia
Jackie Thomas è salita alla ribalta nel 2013, quando ha vinto la prima edizione della versione neozelandese di X Factor. A seguito della sua vittoria, ha pubblicato il suo singolo di esordio It's Worth It, che ha esordito in vetta alla classifica dei singoli neozelandese e che è stato certificato disco di platino nel paese tre settimane dopo. È risultata la 36ª canzone più venduta dell'anno in Nuova Zelanda. Il primo album in studio eponimo è uscito ad agosto 2013; ha esordito in vetta in Nuova Zelanda, dove è stato certificato disco d'oro. L'album contiene It's Worth It e undici delle quattordici cover che ha eseguito ai live show di X Factor. La traccia Skinny Love è entrata in 23ª posizione nella Official Top 40 Singles. Nel 2014 ha partecipato al singolo di beneficenza A Song for Everyone con altri artisti neozelandesi. L'anno seguente è stato pubblicato Until the Last Goodbye, arrivato 35º a livello nazionale, come estratto dall'EP omonimo. È stato promosso con un'esibizione alla seconda edizione di X Factor neozelandese.

## Discografia

### Album in studio
- 2013 – Jackie Thomas

### EP
- 2015 – Until the Last Goodbye

### Singoli

#### Come artista principale
- 2013 – It's Worth It
- 2015 – Until the Last Goodbye

#### Come artista ospite
- 2014 – Song For Everyone (come parte dell'All Star Cast)